# Oliver Overwien
Oliver Overwien (* 1971) ist ein deutscher Gräzist, Arabist und Medizinhistoriker.
Nach dem Studium der Klassischen Philologie von 1991 bis 1997 an der Ruhr-Universität Bochum wurde er ebendort 2002 in Gräzistik promoviert. Zugleich war er von 1998 bis 2005 wissenschaftlicher Mitarbeiter am „A Greek and Arabic Lexicon“ ebendort am Seminar für Orientalistik und Islamwissenschaften. Nach einem Jahr von 2005 bis 2006 als Postdoktorand am Graduiertenkolleg „Leitbilder der Spätantike“ an der Friedrich-Schiller-Universität Jena war er von 2006 bis 2010 wissenschaftlicher Mitarbeiter am Corpus Medicorum Graecorum / Latinorum an der Berlin-Brandenburgischen Akademie der Wissenschaften. Seit 2010 ist er wissenschaftlicher Mitarbeiter im Forschungsprogramm „Medicine of the Mind, Philosophy of the Body“ im Rahmen der Alexander von Humboldt-Professur für Klassische Altertumswissenschaften und Wissenschaftsgeschichte.

## Forschungsschwerpunkte
Overwien arbeitet hauptsächlich zur Geschichte der griechischen Medizin, vor allem zu Hippokrates und Galen, aber auch zu Diogenes von Sinope in arabischer Überlieferung. Auf gräzistischem Gebiet widmete er eine Reihe kleiner Schriften Lukian von Samosata.

## Schriften (Auswahl)
- Die Sprüche des Kynikers Diogenes in der griechischen und arabischen Überlieferung. (Hermes Einzelschriften 92), Stuttgart 2005 (= Dissertation, Universität Bochum 2002)
- (Hrsg. mit Christian Brockmann, Wolfram Brunschön): Antike Medizin im Schnittpunkt von Geistes- und Naturwissenschaften. Internationale Fachtagung aus Anlass des 100-jährigen Bestehens des Akademienvorhabens Corpus Medicorum Graecorum / Latinorum. (Beiträge zur Altertumskunde 255), Berlin, New York 2009.
- (Hrsg., Übers., Komm.): Hippokrates, De humoribus. (Corpus Medicorum Graecorum I 3,1), Berlin 2014.